# Evno Fišelevič Azef
Evno Fišelevič Azef (in russo Евно Фишелевич Азеф?; Lyskava, ottobre 1869 – Berlino, 24 aprile 1918) è stato un agente segreto russo, infiltrato dall'Ochrana, l'organo di polizia segreta della Russia zarista, nelle file del Partito Socialista Rivoluzionario.

## Biografia
Azef nacque a Lyskava, al secolo parte della Russia zarista (attualmente in Bielorussia), nell'ottobre del 1869 in una numerosa famiglia ebraica, secondogenito dei sette figli di un modesto sarto. Dopo aver terminato gli studi secondari a Rostov sul Don, cominciò a militare come attivista nei circoli rivoluzionari della gioventù ebraica locale, mantenendosi nel contempo come giornalista e rappresentante di commercio. Nel 1892, sul punto di essere tratto in arresto per le sue attività politiche radicali, rubò al suo datore di lavoro 800 rubli, con i qualì poté finanziarsi una fuga a Karlsruhe, in Germania, dove studiò ingegneria elettrica. Nel novembre del 1893, Azef fu segretamente avvicinato da agenti dell'Ochrana con la proposta d'infiltrarsi, in qualità di loro agente sotto copertura, nelle file del movimento rivoluzionario russo. Azef accettò in cambio di uno stipendio mensile iniziale di 50 rubli. Nel 1899 sposò Ljubov' Menkinova, un'operaia ignara della sua reale attività, dalla quale ebbe poi due figli.
Tornato in Russia, più precisamente a Mosca, entrò a far parte dell'Unione dei Socialisti rivoluzionari, fondata a Saratov nel 1896 da Andrej Aleksandrovič Argunov, del quale riuscì a conquistarsi la fiducia e, di conseguenza, ad ottenere l'incarico di rappresentare l'organizzazione negli ambienti dell'immigrazione russa in Europa. Venne così a conoscenza di tutti i nomi degli aderenti all'Unione, sia all'estero sia in Russia. Questi, compreso lo stesso Argunov, furono tutti arrestati nel 1901 su sua segnalazione e la tipografia di Tomsk, dove veniva stampato il giornale dell'organizzazione Revoljucionnaja Rossija, fu smantellata. Di Azef non sospettò nessuno degli emigranti che intanto, unendo i gruppi della Lega socialista-agraria, del Partito operaio per la liberazione politica della Russia, dell'Unione dei Socialisti rivoluzionari all'estero e dell'omonima Unione di Argunov, fondarono, nel dicembre del 1901, il Partito Socialista Rivoluzionario. Il Partito ebbe una rapida espansione e ritenendo di poter contare, a differenza di quanto era avvenuto al tempo dell'organizzazione clandestina di Narodnaja volja, su un ampio appoggio popolare, decise di adottare il terrorismo quale principale mezzo di attività politica.

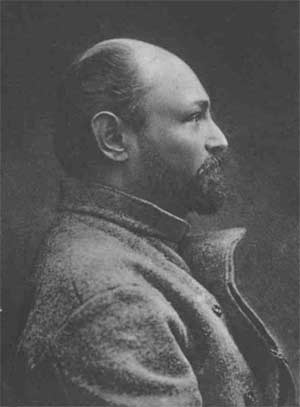
Grigorij Geršuni

Teorico dell'apologia del terrore fu, in particolar modo, Grigorij Andreevič Geršuni, creatore dell'Organizzazione di combattimento, un gruppo paramilitare fungente in pratica da braccio armato del Partito. Alla fine del gennaio del 1902, Geršuni tornò in Russia per organizzare un attentato al ministro degli Interni Dmitrij Sergeevič Sipjagin. Azef, che non era a conoscenza dei precisi piani di Geršuni, da Berlino si limitò ad avvertire l'Ochrana del suo arrivo in Russia, senza comunicare però dell'esistenza dell'Organizzazione di combattimento e del ruolo di comando ricopertovi da Geršuni. Questi, che fu individuato ma non arrestato per poter scoprire la rete organizzativa che a lui faceva capo, fece abilmente perdere le proprie tracce ed il 15 aprile dello stesso anno, un suo agente, lo studente Stepan Valerianovič Balmašëv, uccise a San Pietroburgo il ministro Sipjagin. Solo dopo il ritorno di Geršuni dalla Russia, Azef comunicò all'Ochrana l'esistenza dell'Organizzazione e l'appartenenza di Geršuni, tacendo però sul suo ruolo di capo. Il motivo è da ricercare nel suo timore che un arresto di Geršuni avrebbe provocato i sospetti dei socialisti rivoluzionari su lui stesso, che era divenuto nel frattempo il collaboratore più fidato del Geršuni. Per lo stesso motivo, nascose all'Ochrana la preparazione di un suo nuovo attentato, quello al principe Obolenskij, governatore di Char'kov.
In ottobre, Azef fu convocato a San Pietroburgo per fare rapporto sugl'ultimi avvenimenti. Egli continuò a proteggere Geršuni, attribuendo il progetto dell'ultimo attentato a due socialrivoluzionari residenti in Russia, Kraft e Mel'nikov, che furono arrestati. Successivamente, rivelò il piano di un attentato contro il procuratore del Santo Sinodo Konstantin Petrovič Pobedonoscev. Due ufficiali della guarnigione della capitale furono arrestati nel febbraio del 1903 e uno di essi confessò che Geršuni era il capo dell'Organizzazione di combattimento. Nuovamente convocato a motivare il suo silenzio su Geršuni, Azef si giustificò con il timore che il suo arresto lo avrebbe compromesso agli occhi dei socialrivoluzionari, essendo egli il suo secondo in comando. Su Geršuni poteva fornire informazioni utili solo in cambio della favolosa somma di 50.000 rubli, che gli avrebbero permesso di fuggire all'estero e di ricostruirsi una vita nell'anonimato. Nel partito, infatti, avevano già cominciato a circolare dei sospetti su di lui, da quando uno studente lo aveva denunciato, pur senza addurre delle prove, come provocatore. L'Ochrana accettò le sue giustificazioni.

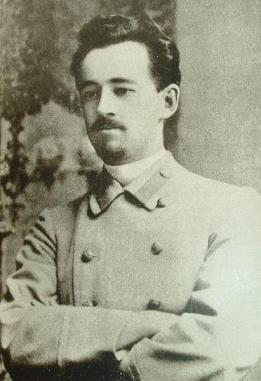
Egor Sozonov

Alla fine di marzo, Azef s'incontrò a Mosca con Geršuni ed insieme prepararono un nuovo attentato. Si trattava di uccidere il governatore di Ufa, Nikolaj Modestovič Bogdanovič, che il 26 marzo aveva fatto aprire il fuoco su una folla che, a Zlatoust, aveva reclamato la liberazione di decine di minatori arrestati per aver scioperato. Stabilito il piano, Azef fu messo a capo dell'Organizzazione di combattimento. Geršuni, infatti, aveva necessità di rifugiarsi all'estero per un po', essendo sempre più braccato dalla polizia. Bogdanovič fu ucciso ad Ufa il 19 maggio da due terroristi rimasti sconosciuti. Geršuni, per una sua imprudenza, fu arrestato a Kiev il 26 maggio. Condannato a morte nel febbraio del 1904, la pena gli fu commutata nel carcere a vita nella regione di Taškent (nell'odierno Uzbekistan), da dove però riuscì ad evadere nell'ottobre del 1906 ed a rifugiarsi avventurosamente in Cina; da lì passò negli Stati Uniti d'America e poi in Europa. Morì a Zurigo, in Svizzera, il 29 marzo 1908, ignaro fino alla fine del doppiogiochismo di Azef.
Come nuovo capo dell'Organizzazione, Azef venne a trovarsi in una posizione molto delicata. Doveva organizzare gli attentati e, nello stesso tempo, far credere al Dipartimento di Polizia di esservi estraneo e per di più esser in grado di fornire informazioni utili a smantellare il Partito. Pertanto, indugiò molto nei preparativi per l'assassinio del ministro Vjačeslav Konstantinovič Pleve, tanto che alcuni suoi compagni pensarono addirittura di agire per proprio conto ma egli se ne sbarazzò in tempo, facendoli tutti arrestare dall'Ochrana. Alla fine, dopo un paio di rinvii, l'attentato ebbe luogo a San Pietroburgo il 28 luglio del 1904. Il terrorista incaricato della sua esecuzione, Egor Sergeevič Sozonov, lanciò una bomba all'interno della carrozza del ministro, che morí dilaniato, mentre Sozonov, seppur gravemente ferito dall'esplosione, sopravvisse. Azef, nel contempo, si era già creato un alibi agli occhi dell'Ochrana, inviando rapporti sul Partito socialrivoluzionario che consentirono l'arresto di diversi suoi militanti, e poi, allontanandosi da San Pietroburgo un giorno prima dell'attentato, mandò da Vienna un telegramma al capo della sezione estera dell'Ochrana. Da lí, Azef si recò poi in Svizzera, a Ginevra, dove fu accolto trionfalmente dai suoi ignari compagni.

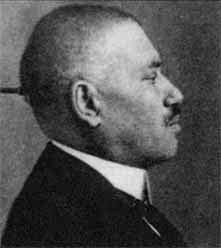
Evno Azef

In realtà, il Partito socialrivoluzionario si trovava in quel momento allo stremo delle sue forze. La sua struttura clandestina in Russia era stata quasi completamente smantellata dalla polizia, e la sua popolarità, dovuta al clamore provocato dagli attentati, nonché della simpatia suscitata in molti settori dell'opinione pubblica dalla sua strenua lotta contro il dispotismo, non compensavano la debolezza della sua struttura organizzativa. Sotto il comando di Azef, l'Organizzazione perpetrò altri attentati che portarono, il 17 febbraio 1905, all'omicidio del granduca Sergej Aleksandrovič Romanov ad opera di Ivan Platonovič Kaljaev (che morì poi impiccato il successivo 23 maggio a Šlissel'burg), del procuratore capo militare di San Pietroburgo Vladimir Pavlov il 27 dicembre del 1906 e del sindaco di Mosca Vladimir von der Launic il 3 gennaio 1907. Già agli inizi del 1906, l'ex membro di Narodnaja volja, Leonid Petrovič Menšikov, divenuto dopo l'arresto un informatore e poi un funzionario dell'Ochrana, aveva anonimamente denunciato ai dirigenti del Partito socialrivoluzionario, con cui simpatizzava, lo stesso Azef e un altro militante, Nikolaj Jur'evič Tatarov, come agenti provocatori. Le indagini dei socialrivoluzionari su Azef non approdarono a nulla, mentre Tatarov, riconosciuto responsabile di tradimento, fu ucciso nella sua casa di Varsavia il 4 aprile 1906.
L'avventura di Azef finì nel 1908, quando l'ex-direttore dell'Ochrana, Aleksej Aleksandrovič Lopuchin, agendo di propria iniziativa ed a totale insaputa dei suoi colleghi e superiori, lo denunciò ai social-rivoluzionari fornendo a Vladimir L'vovič Burcev, direttore della rivista Byloe, stampata all'estero e vicina al movimento rivoluzionario, le prove del suo ruolo d'infiltrato per conto dell'Ochrana. Questi, chiamato dunque a rispondere di tali accuse dinanzi alla dirigenza del Partito, promise di presentare le prove della sua innocenza, ma, invece, si diede ad una repentina fuga dalla Russia; a seguito della sua defezione, il ruolo di capo dell'Organizzazione di combattimento fu poi assunto da Boris Viktorovič Savinkov. Il Partito lo condannò a morte ed egli si nascose sotto falso nome in Germania, a Berlino, con l'aiuto della polizia segreta russa. Visse gestendo un negozio di corsetteria finché, nel 1915, allo scoppio della Grande Guerra, fu internato in un campo di concentramento, in quanto suddito dell'Impero russo. Rilasciato nel dicembre 1917, ormai malato, morì in una clinica berlinese il 24 aprile 1918 e venne sepolto in una tomba anonima.

## Azef nella cultura
- Nei vocabolari russi è registrata la parola «azefovšina», spiegata come «provocazione politica».
- Majakovskij cita Azef nel poema La nuvola in calzoni: «Non riusciremo a sbrecciare con gli occhi / questa notte nera come Azef !»
- La figura di Azef è protagonista del film tedesco Der lockspitzel Asew del 1935, interpretato da Fritz Rasp e diretto da Phil Jutzi, del film-TV francese Azev, le tsar de la nuit del 1975, interpretato da Pierre Santini e diretto da Guy Lessertisseur, del film russo-polacco Оsobych primet net (Nessun segno particolare) del 1978, interpretato da Grigorij Abrikosov, della serie televisiva russa Imperija pod udarom (L'Impero sotto attacco) del 2000, interpretato da Vladimir Bogdanov e della serie Stolypin ... Nevyučennye uroki (Stolypin ... Le lezioni degli incolti) del 2006, interpretata da Aleksandr Stroev e diretta da Oleg Klišin.
- Nel romanzo di Alberto Moravia "1934" Sonia è un'emigrata russa, già aderente al partito Socialista Rivoluzionario (SR), che racconta la sua vicenda personale con Azef (Azev nel testo moraviano), che culmina quando i compagni del partito scoprono che Azef è una spia dell'Ochrana e lo condannano a morte: Sonia dovrebbe eseguire la condanna, ma fugge prima a Nizza e infine a Capri.

- Valdo Zilli, La Rivoluzione russa del 1905. La formazione dei partiti politici (1881-1904), Napoli, Istituto italiano per gli Studi storici, 1963, pp. 452–462 e passim.